# Jon Stewart
Jon Stewart, pseudoniem van Jonathan Stuart Leibowitz (New York, 28 november 1962), is een Amerikaanse komiek, acteur, producent en auteur. Hij was vooral bekend als presentator van The Daily Show, die in 1996 begon, en als producent van The Colbert Report met Stephen Colbert. Dat zijn twee satirische televisieprogramma's die voornamelijk de Amerikaanse media en politiek te kijk zetten.
Een interview met Stewart bij het Amerikaanse nieuwskanaal CNN in oktober 2004 veroorzaakte ophef in de Verenigde Staten. In het rechtstreekse debatprogramma Crossfire veegde hij met twee interviewers de vloer aan, omdat zij zogenaamde partisan hacks waren van dé twee politieke partijen in de Verenigde Staten. Zij deden er niets aan om het politieke debat, waarvan Stewart vond dat de Verenigde Staten het broodnodig hebben, te ondersteunen in hun programma. Een tijd later stopte CNN het programma. De producenten van CNN gaven Stewarts kritiek als reden voor de stopzetting en zeiden dat Stewart hen had ingegeven meer nieuws en minder opinie te brengen.
In 2004 kwam zijn boek America (The Book): A Citizen's Guide to Democracy Inaction uit, een komische les in het Amerikaanse burgerschap. In 2010 volgde een soortgelijk boek getiteld Earth (The Book): A Visitor's Guide to the Human Race, een komische handleiding voor buitenaardse wezens om mensen en de mensheid te leren begrijpen.
Op 3 maart 2006 presenteerde hij de 78ste Oscaruitreiking en op 24 februari 2008 presenteerde hij de 80ste.
Stewart organiseerde in oktober 2010 samen met Stephen Colbert de Rally to Restore Sanity and/or Fear. Op de demonstratie kwamen ongeveer 215.000 mensen af. Het doel van de bijeenkomst was om een uitlaatklep te geven aan de meer gematigde Amerikanen die niet werden gehoord omdat, volgens Stewart, mensen met extreme ideeën, waar slechts 15 tot 20 procent van de Amerikanen toe behoort, de discussie over de politiek in de Verenigde Staten bepalen. De demonstratie was een pleidooi voor een redelijke discussie.
Op 6 augustus 2015 presenteerde Stewart zijn laatste (extra lange) uitzending. Hij zei zich te willen richten op stand-upcomedyshows en mogelijk ook als nieuwscorrespondent te willen werken.
In 2024 sprak Stewart de stem in van Robot voor de film IF van John Krasinski.